# Vaccinium versteegii
Vaccinium versteegii är en ljungväxtart som beskrevs av Koorders. Vaccinium versteegii ingår i Blåbärssläktet, och familjen ljungväxter. Inga underarter finns listade i Catalogue of Life.